# Victot-Pontfol
Victot-Pontfol est une ancienne commune française, située dans le département du Calvados en région Normandie, peuplée de 80 habitants.
Le 1er janvier 2025, elle fusionne avec Gerrots pour devenir Victot-en-Auge, d'après un arrêté préfectoral du 30 septembre 2024.

## Géographie

### Localisation
Située à 18 kilomètres de Lisieux et 24 de Caen, la commune de Victot-Pontfol jouit de paysages typiquement augerons.
| Hotot-en-Auge         | Beuvron-en-Auge, Gerrots     | Rumesnil            |
| Hotot-en-Auge         | Victot-Pontfol               | Rumesnil, Cambremer |
| Hotot-en-Auge, Corbon | Corbon, Notre-Dame-d'Estrées | Cambremer           |

### Climat
Pour des articles plus généraux, voir Climat de la Normandie et Climat du Calvados.
En 2010, le climat de la commune est de type climat océanique altéré, selon une étude du CNRS s'appuyant sur une série de données couvrant la période 1971-2000. En 2020, Météo-France publie une typologie des climats de la France métropolitaine dans laquelle la commune est exposée à un climat océanique et est dans la région climatique  Normandie (Cotentin, Orne), caractérisée par une pluviométrie relativement élevée (850 mm/a) et un été frais (15,5 °C) et venté. Parallèlement le GIEC normand, un groupe régional d’experts sur le climat, différencie quant à lui, dans une étude de 2020, trois grands types de climats pour la région Normandie, nuancés à une échelle plus fine par les facteurs géographiques locaux. La commune est, selon ce zonage, exposée à un « climat des plateaux abrités », correspondant à la plaine agricole de Caen à Falaise, sous le vent des collines de Normandie et proche de la mer, se caractérisant par une pluviométrie et des contraintes thermiques modérées.
Pour la période 1971-2000, la température annuelle moyenne est de 10,8 °C, avec une amplitude thermique annuelle de 12,1 °C. Le cumul annuel moyen de précipitations est de 706 mm, avec 11,9 jours de précipitations en janvier et 7,5 jours en juillet. Pour la période 1991-2020, la température moyenne annuelle observée sur la station météorologique la plus proche, située sur la commune de Mézidon Vallée d'Auge à 11 km à vol d'oiseau, est de 11,2 °C et le cumul annuel moyen de précipitations est de 782,5 mm,. Pour l'avenir, les paramètres climatiques de la commune estimés pour 2050 selon différents scénarios d'émission de gaz à effet de serre sont consultables sur un site dédié publié par Météo-France en novembre 2022.

## Urbanisme

### Occupation des sols
L'occupation des sols de la commune, telle qu'elle ressort de la base de données européenne d’occupation biophysique des sols Corine Land Cover (CLC), est marquée par l'importance des territoires agricoles (91 % en 2018), en diminution par rapport à 1990 (100 %). La répartition détaillée en 2018 est la suivante : 
prairies (82,6 %), forêts (9 %), terres arables (8,4 %). L'évolution de l’occupation des sols de la commune et de ses infrastructures peut être observée sur les différentes représentations cartographiques du territoire : la carte de Cassini (XVIIIe siècle), la carte d'état-major (1820-1866) et les cartes ou photos aériennes de l'IGN pour la période actuelle (1950 à aujourd'hui).

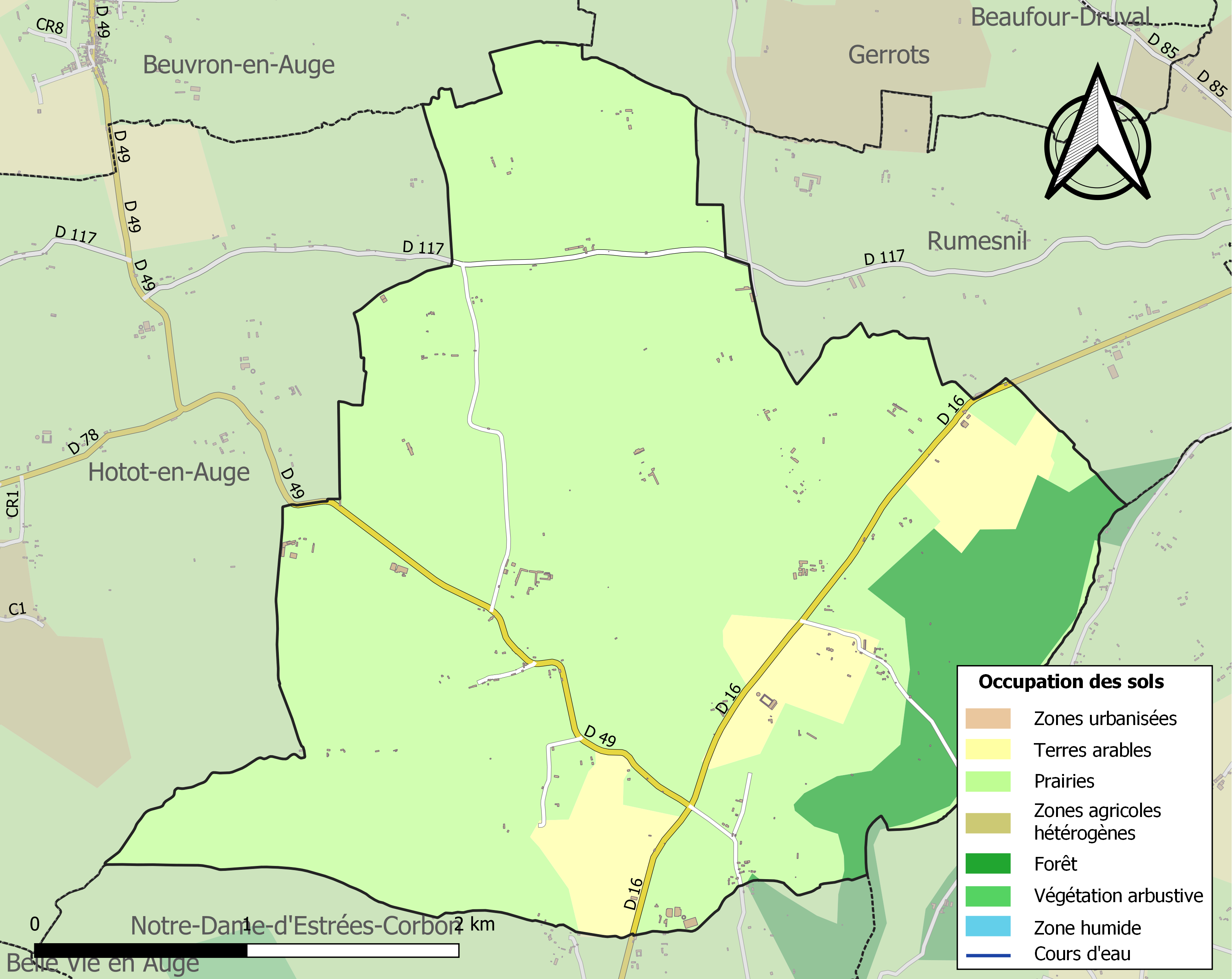
Carte des infrastructures et de l'occupation des sols de la commune en 2018 (CLC).

## Toponymie

### Victot
Le nom de la localité est attesté sous les formes Vigetot vers 1160 ou vers 1160; Wigetot au XIIe siècle (ch. de Henri II en faveur de Sainte-Barbe, citée dans le pouillé de Lisieux, p. 48, note 6); Viquetot en 1297 (enquête sur les chaussées de Troarn); Vicquetot en 1465 (preuves de la maison d’Harcourt, t. III, p. 773).
Il s'agit d'une formation toponymique scandinave en -tot, appellatif toponymique issu de l'ancien norrois topt, toft « propriété rurale ». Le premier élément Vic-, comme c'est souvent le cas, représente un anthroponyme. Il s'agit ici du nom de personne norrois Vigi,, comprendre Vígi. Il existe aussi une variante vieux danois Wigh.
Remarque : l'explication par le nom de personne francique Wigo, d'abord suggérée par Jean Adigard des Gautries et reprise par Albert Dauzat, est improbable car le [g] intervocalique aurait dû s'être amuï, en outre, un nom de personne francique rare n'est jamais combiné avec un appellatif scandinave. En revanche, aucun n'a songé au nom de personne vieux danois Viggo, Vigge. Il existe une homonymie avec Vigtoft, ancien lieu au Danemark et qui se perpétue comme nom de famille. Vigi se trouve également en Seine-Maritime dans Vicquemare (Wigemare vers 1210) associé à l'appellatif anglo-scandinave mare.

### Pontfol
Le nom est attesté sous les formes Ponsfol, Ponfol en 1297 (ch. de Sainte-Barbe) ; Ponsfolli, Pons Stulti en 1291 (ch. citée dans le pouillé de Lisieux, p. 49, note) ; Pontfol en 1300 (ch. citée dans le pouillé de Lisieux, no 34) ; Puntfol au XIVe siècle (ch. citée dans le pouillé de Lisieux, no 34) ; Ponfou en 1716 (carte de l’Isle) ; Pontfort en 1723 (d’Anville, dioc. de Lisieux).
D'après René Lepelley, Pontfol est formé à partir du latin pons « pont », et follis « fou ». Il faut comprendre l'ancien français pont et fol « fou », appellatifs toponymiques formés à partir de noms communs issus du latin, puisqu'il s'agit d'une formation toponymique médiévale, les formes anciennes sont quant-à-elles des latinisations médiévales. Cependant quelle est la signification de pont fou ? Le sens est tout aussi obscur que pour le même élément contenu dans les différents Folleville.

### Autres
Le toponyme de l'ancienne commune des Authieux-sur-Corbon est constitué de l'ancien français Authieux qui est le pluriel d'autel et de Corbon, le nom de la commune voisine.

## Histoire
En 1858, Victot (120 habitants en 1856) absorbe Les Authieux-sur-Corbon (57 habitants) et Pontfol (114 habitants),,.
En 2024, par arrêté préfectoral à la demande concordante des deux conseils municipaux, Victot-Pontfol fusionne avec Gerrots pour donner, au 1er janvier 2025, la commune nouvelle de Victot-en-Auge.

## Politique et administration
| Période                                  | Période       | Identité           | Étiquette | Qualité                                                                 |
| ---------------------------------------- | ------------- | ------------------ | --------- | ----------------------------------------------------------------------- |
| 1974                                     | 2020          | Ambroise Dupont    | LR        | Agriculteur, sénateur du Calvados et vice-président du conseil général. |
| 2020                                     | décembre 2024 | Alexandre Bouillon | SE        | Directeur d’établissement industriel                                    |
| Les données manquantes sont à compléter. |               |                    |           |                                                                         |

Le conseil municipal est composé de onze membres dont le maire et trois adjoints.

## Démographie
L'évolution du nombre d'habitants est connue à travers les recensements de la population effectués dans la commune depuis 1793. Pour les communes de moins de 10 000 habitants, une enquête de recensement portant sur toute la population est réalisée tous les cinq ans, les populations de référence des années intermédiaires étant quant à elles estimées par interpolation ou extrapolation. Pour la commune, le premier recensement exhaustif entrant dans le cadre du nouveau dispositif a été réalisé en 2004.
En 2022, la commune comptait 80 habitants, en évolution de −31,62 % par rapport à 2016 (Calvados : +1,58 %, France hors Mayotte : +2,11 %).
| 1793 | 1800 | 1806 | 1821 | 1831 | 1836 | 1841 | 1846 | 1851 |
| ---- | ---- | ---- | ---- | ---- | ---- | ---- | ---- | ---- |
| 118  | 87   | 119  | 131  | 128  | 122  | 119  | 123  | 103  |

| 1856 | 1861 | 1866 | 1872 | 1876 | 1881 | 1886 | 1891 | 1896 |
| ---- | ---- | ---- | ---- | ---- | ---- | ---- | ---- | ---- |
| 120  | 304  | 286  | 263  | 273  | 275  | 266  | 256  | 252  |

| 1901 | 1906 | 1911 | 1921 | 1926 | 1931 | 1936 | 1946 | 1954 |
| ---- | ---- | ---- | ---- | ---- | ---- | ---- | ---- | ---- |
| 237  | 235  | 209  | 237  | 224  | 207  | 216  | 247  | 215  |

| 1962 | 1968 | 1975 | 1982 | 1990 | 1999 | 2004 | 2006 | 2009 |
| ---- | ---- | ---- | ---- | ---- | ---- | ---- | ---- | ---- |
| 180  | 150  | 161  | 139  | 132  | 123  | 126  | 125  | 119  |

| 2014 | 2019 | 2022 | - | - | - | - | - | - |
| ---- | ---- | ---- | - | - | - | - | - | - |
| 112  | 88   | 80   | - | - | - | - | - | - |

## Culture locale et patrimoine

### Lieux et monuments
- Château de Victot du XVIe siècle construit pour la famille Boutin et acheté en 1798 par Pierre Aumont, fournisseur en chevaux des armées napoléoniennes. Les façades, les toitures et les douves font l'objet d'un classement au titre des Monuments historiques depuis le 27 juillet 1953, le reste, y compris les bâtiments du haras et l'ancienne église paroissiale Saint-Denis de Victot, est inscrit[26].
- Église Saint-Denis du XIXe siècle. La chapelle Saint-Denis, près du château de Victot, est l'ancienne église paroissiale. Elle pourrait dater du XVIe siècle[27].
- Chapelle Saint-Martin, reste de l'ancienne église paroissiale de Pontfol. L'église des Authieux-sur-Corbon a été détruite au début du XIXe siècle.

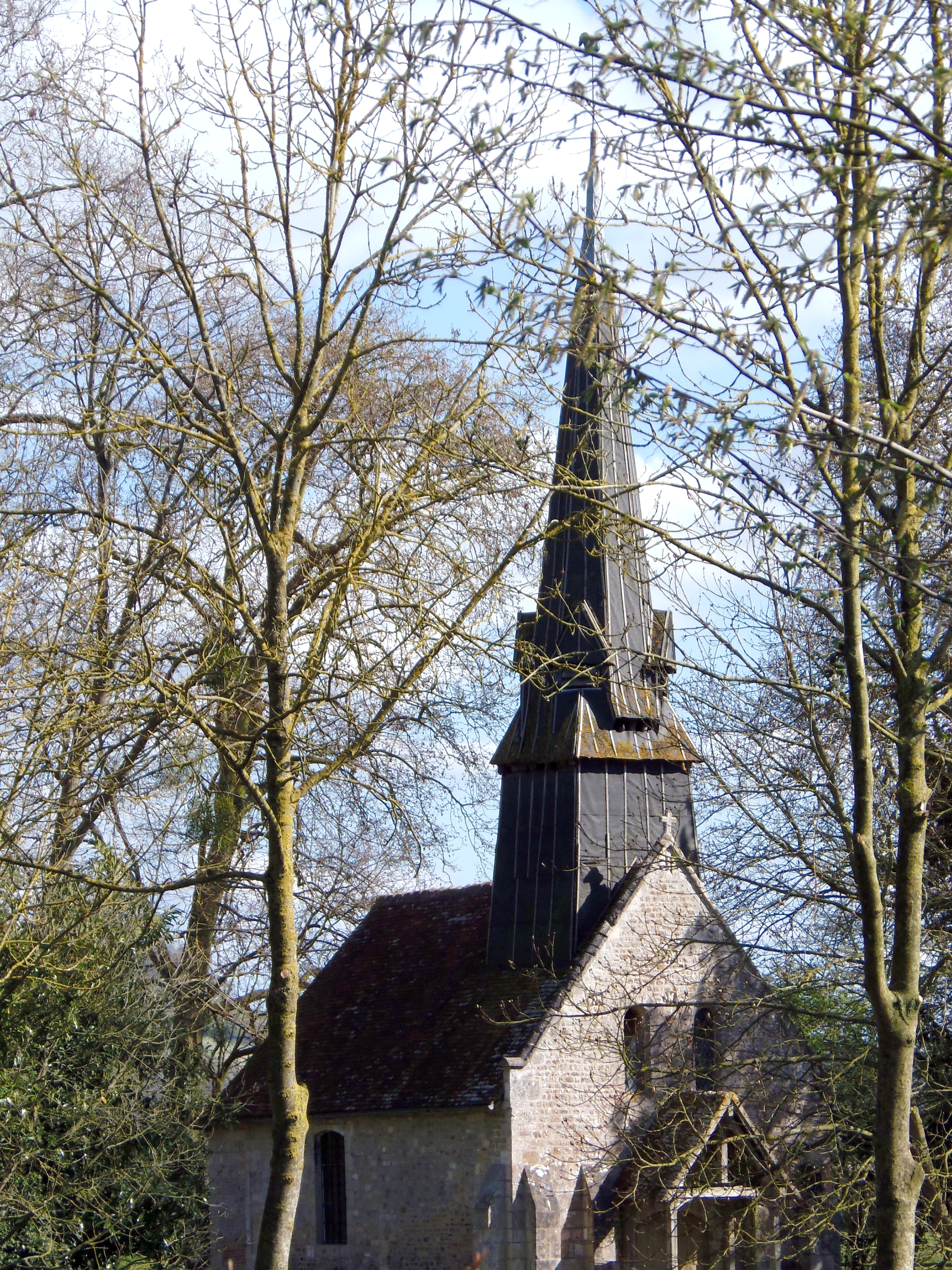
La chapelle Saint-Denis.
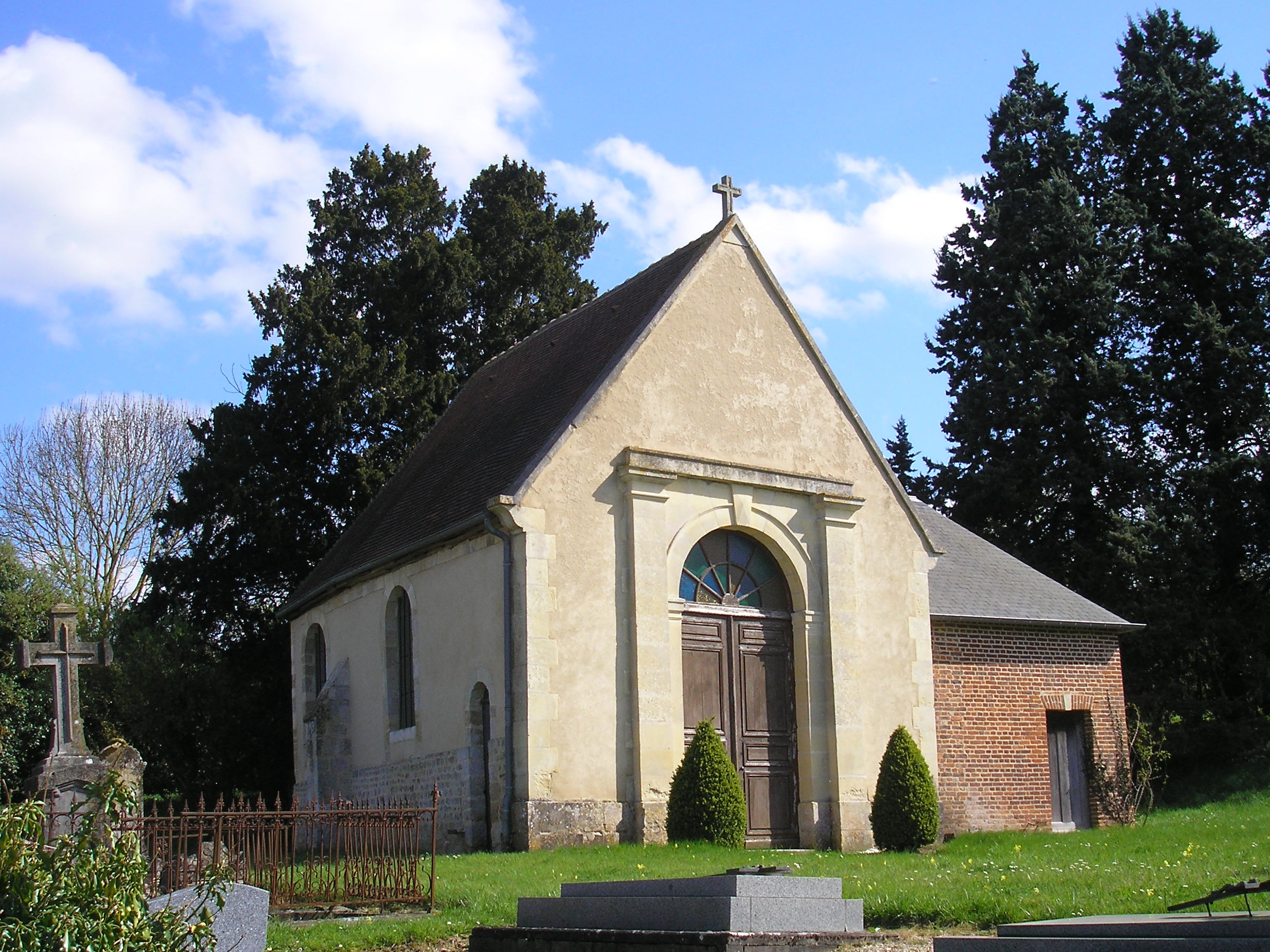
La chapelle Saint-Martin de Pontfol.

### Personnalités liées à la commune
- Arsène Aumont-Thiéville (1805 à Victot-1874), homme politique, député du Calvados de 1837 à 1846, né à Victot.
- Pierre Efratas, romancier. Dans son œuvre, la Normandie, le Pays d’Auge et la petite localité de Victot-Pontfol jouent un rôle particulier, intervenant peu ou prou comme des axes géographiques, des constantes reliant souvent les personnages et les époques. Les exemples les plus emblématiques en sont le Roman de Pontfol[28] et Le Destin d'Ivanhoe[29] dont l'intrigue trouve son épilogue à la commanderie templière de La Houblonnière, localité proche de Victot-Pontfol.